# Gaius Licinius Macer Calvus
Gaius Licinius Macer Calvus (* 82 v. Chr.; † 47 v. Chr.) war ein Redner und Dichter in der Römischen Republik.
Er war ein Sohn von Gaius Licinius Macer, Mitglied der gens Licinia und ein Freund des Dichters Catull, dessen Stil und Thematik er folgte. Calvus’ Redestil entsprach dem attischen Modell und war damit der asianischen Schule entgegengesetzt; er charakterisierte sogar Ciceros Stil als wortreich und künstlich. 21 Reden werden erwähnt, darunter einige gegen Publius Vatinius.
Als Neoteriker schrieb er das Epos Io sowie Elegien und Epigramme.
Calvus scheint von geringer Körpergröße gewesen zu sein, da Catull (c. 53,5) ihn als salaputium disertum (redegewandter Liliputaner) bezeichnet.

## Ausgaben
- W. Morel (Hrsg.): Fragmenta poetarum latinorum, 1927.
- E. Malcovati (Hrsg.): Oratorum romanorum fragmenta, 1967.